# Помаскины
Помаскины — деревня в Оричевском районе Кировской области в составе Спас-Талицкого сельского поселения.

## География
Находится на расстоянии примерно 1 км на северо-восток от районного центра посёлка Оричи.

## История
Починок Савастьяна Помаскина возник между 1782 и 1795 годами, в 1802 году в нем учтено 19 дворов и 53 души мужского пола. В 1873 году здесь было учтено дворов 24 и жителей 178, в 1905 31 и 213, в 1926 37 и 196, в 1950 68 и 210. В 1989 году проживало 95 человек .

## Население
Постоянное население  составляло 110 человек (русские 94%) в 2002 году, 92 в 2010.